# الليل يخاف من الشمس (فلم)
الليل يخاف من الشمس هو فيلم جزائري بالأبيض والأسود إنتاج 1965، من إخراج مصطفى بديع.

## قصة الفيلم
الفيلم هو قراءة عن المجتمع الجزائري خلال الفترة بين عامي (1952-1962)، ويتكون من أربع لوحات تعرض تاريخ الجزائر إبان حرب التحرير، فاللوحة الأولى تحت عنوان «وكانت الأرض عطشى» تصف جوانب ظلم وطغيان الاستعمار، اللوحة الثانية عنوانها: «طريق السجن» تروي معاناة ومحن الأمهات ومختلف فئات الشعب المشاركة في الثورة التحريرية، الثالثة «قصة صليحة» فتصور قصة حياة من الحيوات الخاصة في الجزائر إبان ثورة التحرير الجزائرية، والرابعة «قصة فاطمة» على نمط اللوحة الثالثة. تحدث مشاحنة بين رئيس عمال مزرعة وجعفر أحد الملاك الكبار الذي يتواطئ مع الاستعمار، فيتم كشف أمره، وإيقافه.

## فريق العمل
- الإخراج: مصطفى بديع
- تمثيل:
- مصطفى كاتب
- أفولى
- ياسمينة
- طه العامري
- عبد الحليم رايس
- سيد أحمد أقومي

## روابط خارجية
- مقالات تستعمل روابط فنية بلا صلة مع ويكي بيانات